# 伊利亚·穆罗梅茨 (飞机)
西科爾斯基·伊利亞·穆羅梅茨（俄语：Сикорский Илья Муромец），為俄罗斯在一次世界大戰前研發的一系列大型四引擎商用客机和军用重型轰炸机 。 此系列的飛機被以斯拉夫神話－斯拉夫的異教徒中的英雄：「伊利亞·穆羅梅茨」命名。 該系列的設計基础是同樣由西柯爾斯基設計的俄羅斯勇士（俄文：Русский витязь）－世界上第一个四引擎飞机。 西元1913年出現的伊利亞·穆羅梅茨，是飛行器一種革命性的設計，他可用於商業服務，且其寬敞的機身具有乘客機艙的和洗手間。 第一次世界大战期间，伊利亞·穆羅梅茨被改為轰炸机，並裝備在一個專門進行战略轰炸的部隊。 在一戰初期，由於同盟國軍隊中沒有能與之抗衡的空中力量，因此这种重型轰炸机在當時可說是无人可擋。

## 设计和发展

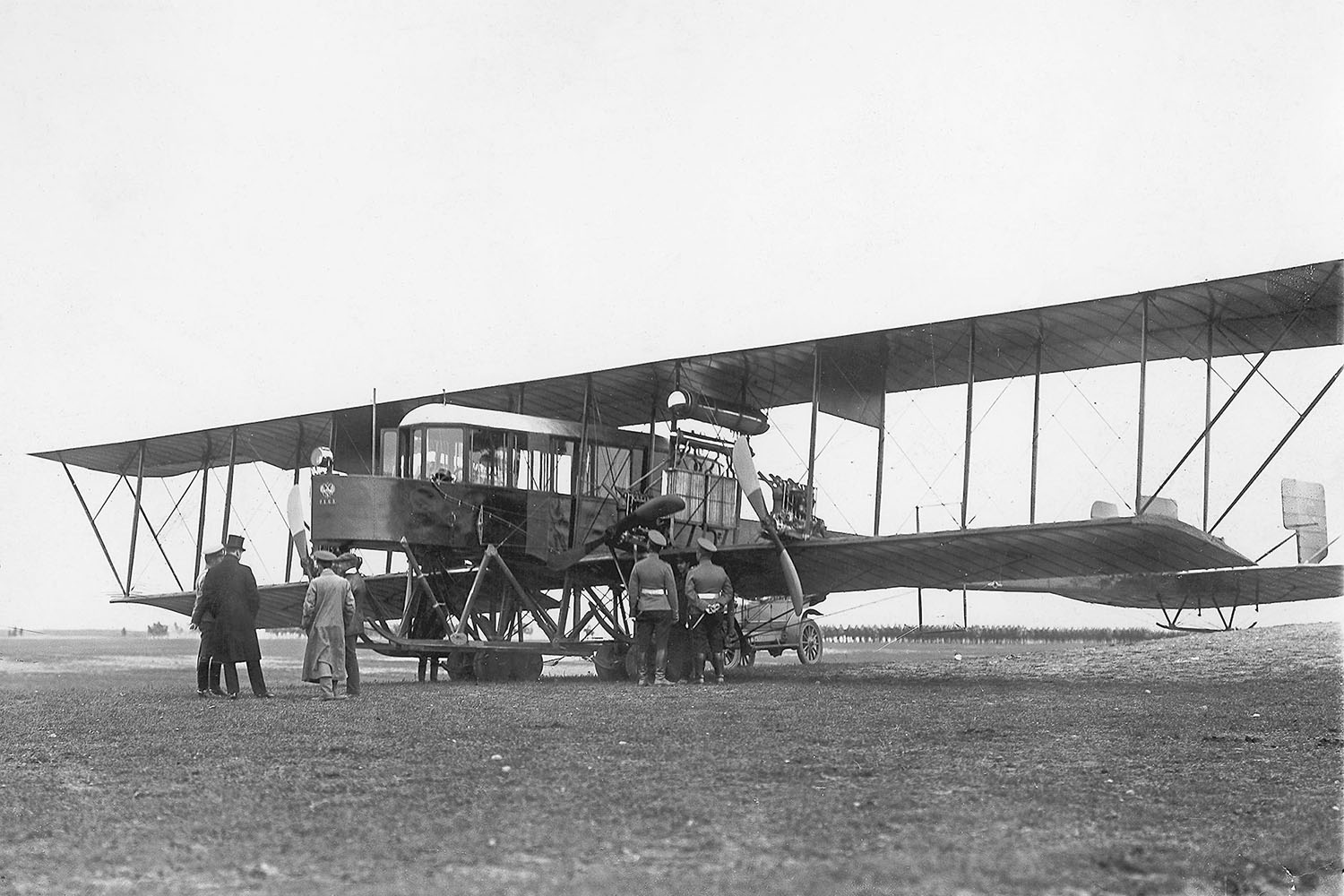
Sikorsky Russky Vityaz

伊利亚·穆羅梅茨（西科爾斯基S-22）透過伊戈爾·西科爾斯基的俄国-波罗的运输工厂（RBVZ） 於西元1913年的圣彼得堡開始生產。 
伊利亞·穆羅梅茨最初是以豪華客機為目的而製造的，他成為了航空史上第一個具有封閉式的乘客座艙的飛機，機上甚至有一间卧室、一间休息室，以及第一個飛機的洗手間，飞机上还有暖气和电力照明。 S-22的機艙内有足够的空间，可以讓几个人跑去看看飞行员在做些甚麼。機身兩旁的開放空間允許技師在飛行時自機艙爬出去維修引擎。在駕駛艙左後方有一個艙門能夠進出乘客機艙。主客艙兩邊都有一個大窗戶，再往後則是私人座艙，裡面有一個床位、小桌子和櫃子。照明電力由風力發電機提供，暖氣則由兩個長的發動機排氣管提供，這些排氣管會穿過機艙的各個角落。 尽管在乘坐環境尚有諸多進步，伊利亞·穆羅梅茨的航空設備依舊相當原始。它使用了四個转速表，每個對應一個發動機，一具指南针、粗糙的高度計和空速指示器，以及一系列垂直位於機身前端的水平桿，用於測量爬升和下降。两个玻璃V形管和一个球做成的水平儀，以及一排的横線，用于测量攀升和下降。 之后，轰炸机的变型加裝了一个飛行指标和基本投弹瞄准器。
西元1914年1月，伊利亞·穆羅梅茨107號進行首飛，同年2月11日，第二原型（工厂機體編號128）成為伊利亞系列機型第一架載客的飛機，共有16名乘客搭乘，創下當時載客數最多的紀錄。 西元1914年6月30日至7月12日，又創下了一個世界紀錄－自圣彼得堡飛往基辅並返航，而兩地距离约1200 公里。第一段航程共時14小时38分钟，在奥尔沙落地加油，返航途中於諾佛索柯尼基落地加油，返航花費的時間更短，约13个小时。 當對西科爾斯基的赞誉傳到了沙皇尼古拉二世的耳中時，沙皇相當高興，並贈與西科爾斯基圣弗拉迪米尔大公四級勳章，當時戰事將近，沙皇額外給了他免役的資格，允许他继续他的设计工作，並承諾會從國家杜馬撥款十萬盧布資助他的研究。7月時，一個在红村舉辦的國家軍事審查會中，尼古拉二世將伊利亞·穆羅梅茨B型128號軍用原型機命名为「基辅」。
在测试期间，伊利亚·穆羅梅茨安裝了滑雪板和浮筒等预期可能投入生產的新变种。如果伊利亞系列沒有被用于第一次世界大战中的話，他可能在戰爭爆發的同一年投入客运服務。
隨著第一次世界大战的爆發，伊利亞的使用表現令西科爾斯基感到鼓舞，並將伊利亞·穆羅梅茨重新設計，成為軍用型的"伊利亞·穆羅梅茨 V型"，世界上第一个专门设计的轰炸机。 這個新設計的重型轰炸机和民用版本的A型相比，體積和重量較輕，並能攜帶最大800 公斤的炸弹，使用九挺自衛机枪於機身各處。伊利亞·穆羅梅茨（西元1916年S-25 Geh-2變種）是歷史上第一架使用和部屬尾翼機枪手的飛機。 引擎由5毫米厚的裝甲保護。 军事版本的主要任務為長距離的飛行，使用於轟炸和偵查。

## 營運歷史

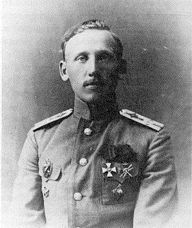
約瑟夫·斯坦尼斯拉夫維奇·波依卡（Иосиф Станиславович Бойко），為駐紮在基輔的伊利亞穆羅梅茨轟炸機的飛行員。

战争爆发时，十架最早生產的伊利亚·穆羅梅茨中，只有两架完成改裝成轰炸机。 西元1914年8月，伊利亚·穆羅梅茨引入俄罗斯帝国空軍 ，并在西元1914年12月10日，俄罗斯軍隊正式成立他们的第一个轰炸机中队，起初數量為10架轟炸機，到了西元1916年，則增長到20架。俄罗斯在1913年到1918年間總共建造了83架伊利亚·穆羅梅茨轟炸機。 這些重型轰炸机开始于西元1915年2月12日突袭德国前线。在第一次世界大战期间，由于伊利亚·穆羅梅茨獨特的防御火力，德国戰鬥機常常不愿意在空中攻击他们。西元1916年4月12日，一架伊利亞·穆羅梅茨在四架德意志帝國空勤團的信天翁戰鬥機圍攻下被擊落，但是圍攻的四架戰鬥機中，有三架被伊利亞·穆羅梅茨的防禦火力擊落。这也是伊利亞·穆羅梅茨在一戰中唯一一次因為敵人的攻擊而損失。
他们是第一个在航空历史上执行轰炸的重型轰炸机，轰炸机群負責對敵方目標發動空袭、夜间轰炸，和對轟炸後的目標摄影，來評估破壞程度。他们也是第一个為了轟炸機而特別研究防御戰術的轟炸機。 慢慢的，由于武器系統的升級演進，投彈的有效率達到了90%。
伊利亚·穆羅梅茨在戰爭期間飛行過400多架次，投下了65万吨的炸弹。西元1917年，持續的任務導致大量的飛機戰損，到最後僅剩下四架轟炸機在前線；最後伊利亞·穆羅梅茨轟炸機被降至訓練機。西元1916年，其他國家也開始出現類似的重型轟炸機，能力與俄羅斯的伊利亞·穆羅梅茨不相上下，甚至更佳。俄罗斯政府和西科爾斯基將设计和生产许可证出售予英国和法国政府。而德国方面則嘗試使用擊落在自家的伊利亞·穆羅梅茨的殘骸來复制其设计。西元1916年末，设计師一般认为，要在伊利亞·穆羅梅茨上再作如加裝附件、武器等修改會使飞机太重而不适用于作戰。不斷進步的技術和科學使得工廠不得不設計新的機型。再进一步以伊利亚·穆羅梅茨轟炸機為基礎的改造，包含了專門的攻擊機版本。

### 俄罗斯革命
在西元1917年的俄羅斯二月革命，伊利亚·穆羅梅茨轰炸机继续為俄罗斯空軍效命，但有部分機組和飛機被俄國临时政府扣押，甚至有的飞行员还叛逃到乌克兰的赫特曼中隊和帕夫洛·斯科羅帕德斯基將軍，而至少有一个伊利亚·穆羅梅茨轟炸機由波蘭軍隊獲得，其他的則被紅軍持續使用到西元1919年中旬。
有少數的伊利亚·穆羅梅茨在戰後持續進行生產。自西元1921年5月到8月這段期間，一架伊利亞·穆羅梅茨被用于莫斯科-哈尔科夫的客運業務，而其他六架倖存的同型轟炸機則改為民用客机或邮机。 。伊利亞·穆羅梅茨的最后一次飞行，是在西元1922年，位於谢尔普霍夫的航空射擊與投彈訓練學校。

## 型號

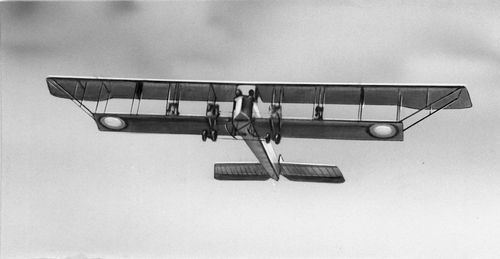
伊利亚·穆羅梅茨S-23

伊利亚·穆羅梅茨 107号
实验机，建於西元1913年；配备四个 100 hp（74.6 kW） Argus As I引擎。
伊利亚·穆羅梅茨128號 "基辅" 

实驗机，建於西元1914年；配有四个Argus引擎，兩個140马力，兩個125匹馬力。
伊利亚·穆羅梅茨 S-22 A型
無武裝的训练機，僅一架造於西元1913年，被用在卡其納空中学校。
伊利亚·穆羅梅茨S-23 B（eh）型轰炸机
轰炸机型。首飛於西元1914年，也在同年投入服役。防禦武器：一挺37毫米火炮、一挺8毫米机枪；共六架建成，編號為135到139。
伊利亚·穆羅梅茨S-23 V（eh）系列
轰炸机，於西元1914年首次飞行，装有四具Sunbeam十字军V8引擎，每具148匹馬力。共三架建成，編號為151、159和167，其中159號為訓練機，安裝兩具Salmson引擎，每具225匹馬力。
伊利亚·穆羅梅茨S-24 G-1系列
轰炸机，於西元1914年首飞；共18架建成。
伊利亚·穆羅梅茨S-25 系列
轰炸机，首飛於西元1915年；共55架建成。
伊利亚·穆羅梅茨S-25 G-2 "盧梭"
轰炸机，配有四具RBVZ-6引擎，每具150匹馬力，攜彈量170公斤，配有五挺機槍。
伊利亚·穆羅梅茨S-25 G-3"雷諾"系列
轰炸机，配有两具雷诺引擎和兩具RBVZ-6引擎，前者每具220匹馬力每具，後者每具150匹馬力。攜彈量190公斤，配有六挺機槍。
伊利亚·穆羅梅茨S-26 D-1 DIM系列

轰炸机，西元1916年首飛，安裝四具150匹馬力Sunbeam引擎；共三架建成。
伊利亚·穆羅梅茨S-27E（Yeh-2）系列
轰炸机，西元1916年首飛，装有四具220匹馬力的雷诺引擎；共两架建成。

## 使用方

### 军用
俄罗斯帝国
- 俄罗斯帝国空軍

 俄罗斯苏维埃联邦社会主义共和国
- 苏联空军

 波蘭
- 波兰空军

 乌克兰国
- 乌克兰空军

### 民用
- 俄羅斯航空

## 复制品

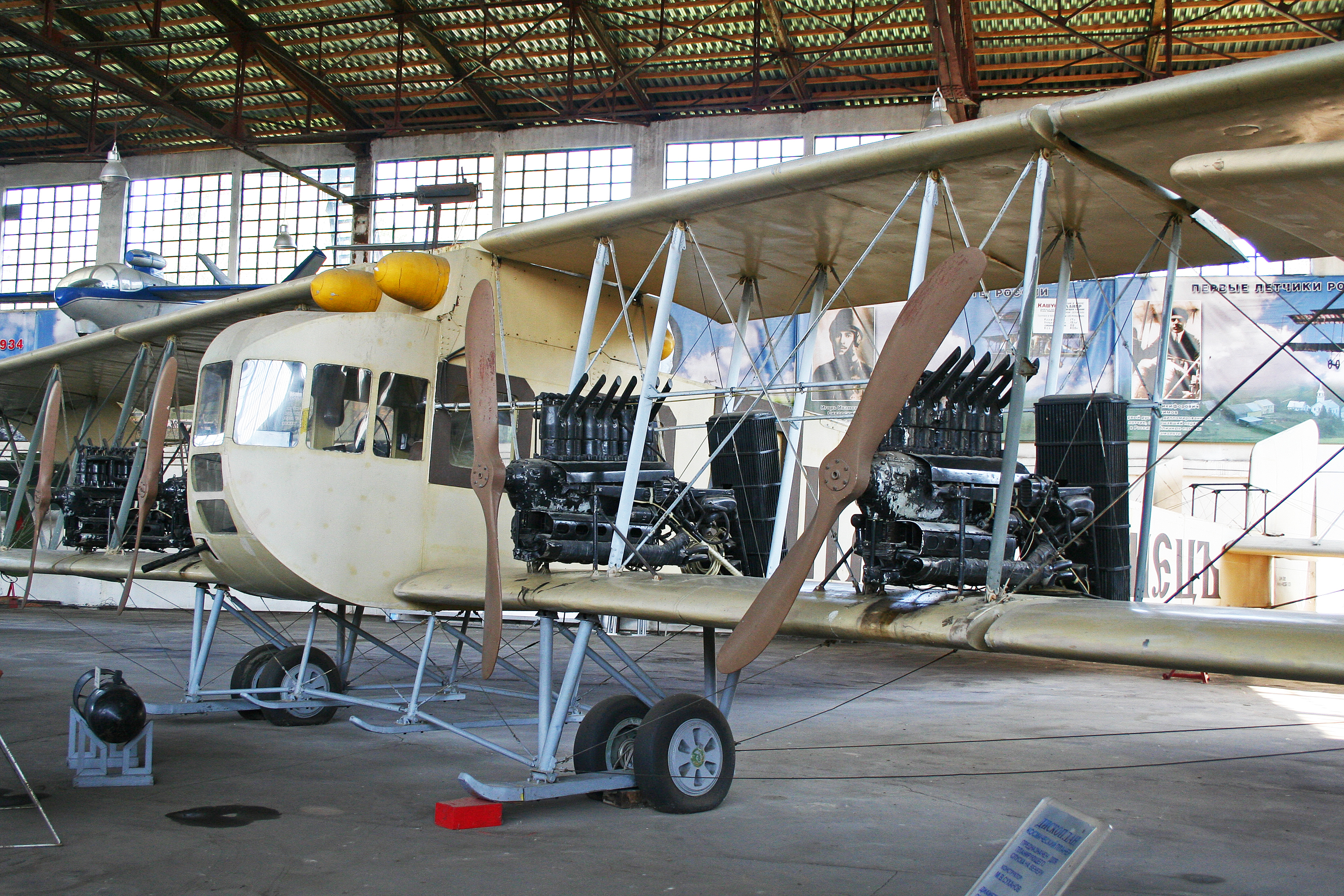
一架伊利亞·穆羅梅茨S22的複製品。

一架伊利亚·穆羅梅茨S-22的複製品存放 在莫斯科附近的中央空軍博物馆。

## 規格（伊利亞·穆羅梅茨S-23 V型）
基本信息
- 机组：4到8員（最高可達12員）燃油攜帶量: 600公斤（1320磅）

性能
- 续航时间：在攜帶300公斤（660磅）的炸彈和防禦武器的狀況下可連續飛行5小時，若有額外燃料則可連續飛行10小時。

武器

- 機槍：在一戰期間，伊利亞·穆羅梅茨衍生出多種衍生型，每種武裝皆有些微差異，其中曾使用過12.7 mm（英语：12.7 mm caliber）、15.3 mm（英语：15.3 mm caliber）、 25 mm（英语：25 mm caliber）、37 mm（英语：37 mm caliber）和7.62 mm（英语：7.62 mm caliber）的馬克沁機槍、路易士機槍、麥德森輕機槍、M1895白朗寧機槍以及列昂尼德·庫切夫斯基（英语：Leonid Kurchevsky）的實驗武器－無後座力炮。
- 炸彈：根據燃料、武器和乘員數量的不同，攜彈量可能為50公斤、100公斤和最多656公斤，而V型可攜帶500公斤（1100磅）的炸彈。

## 延伸閱讀
类似型号
- Wanamaker Triplane（英语：Curtiss Wanamaker Triplane）
- 齊柏林-斯塔肯 R.VI（英语：Zeppelin-Staaken R.VI）
- 齊柏林-斯塔肯 R.XIV（英语：Zeppelin-Staaken R.XIV）
- AEG R.I
- 亨利佩奇 V/1500型（英语：Handley Page V/1500）

### 注腳
1. ↑  Sikorsky used the French transliteration of "Ilya Muromets."[19]

### 引文
1. ↑  Woodman, Harry. "Ilya Muromets." Airfix Magazine, May 1985, p. 352.
2. ↑  Lake 2002, p. 31.
3. ↑  Sikorsky 1938, p. 95.
4. ↑  Sikorsky 1938, p. 96.
5. ↑  Massenkov et al. 1994, p. 23.
6. ↑  Mackworth-Praed 1996, p. 202.
7. ↑  Finne, K.N. . translated and adapted by Von Hardesty; Carl J. Bobrow and Von Hardesty, eds. Washington, D.C.: Smithsonian Institution Press. 1987: 118. ISBN 0-87474-274-9.
8. ↑  "Guide to Passenger Planes." （页面存档备份，存于） The Aircraft Guide via AircraftToday.com. Retrieved: 25 April 2011.
9. ↑  Finne, K.N. . translated and adapted by Von Hardesty; Carl J. Bobrow and Von Hardesty, eds. Washington, D.C.: Smithsonian Institution Press. 1987: 174. ISBN 0-87474-274-9.
10. ↑  Darcey et al. 1995, p. 38.
11. ↑  Sikorsky 1938, p. 98.
12. ↑  Finne, K.N. . translated and adapted by Von Hardesty; Carl J. Bobrow and Von Hardesty, eds. Washington, D.C.: Smithsonian Institution Press. 1987: 40. ISBN 0-87474-274-9.
13. ↑  Sikorsky 1938, pp. 102–117.
14. ↑  One of Sikorsky's prized possessions was a personal gift from the Tsar， a diamond-studded gold watch that arrived later in the mail， also in recognition of his achievements with the Ilya Muromets。 Sikorski retained the watch throughout his lifetime。
15. 1 2 3  |group=N}}
16. ↑  Finne 1987, pp. 53–55.
17. ↑  Windsock International, Vol. 6, #3, May/June 1990, p. 16.
18. ↑  Loftin, Laurence K. Jr. "Part I: The Age of Propellers, Chapter 2: Design Exploration, 1914–18, Heavy Bombers." （页面存档备份，存于） Quest for Performance: The Evolution of Modern Aircraft. Washington, D.C.: NASA Scientific and Technical Information Branch, 2004. Retrieved: 25 April 2011.
19. ↑  Sikorsky 1938, p. 119.
20. ↑  Sergei I. Sikorsky with the Igor I. Sikorsky Historical Archives, Images of Aviation: The Sikorsky Legacy （页面存档备份，存于）, Arcadia Publishing, 2007, Charleston SC, Chicago IL, Portsmouth NH, San Francisco CA, 128 p., ISBN 978-0-7385-4995-8
21. ↑  Darcey et al. 1995, p. 33.
22. ↑  Военно-воздушные силы // Советская военная энциклопедия (в 8 тт.) / под ред. Н. В. Огаркова. том 2. М.: Воениздат, 1976. стр.201-208
23. ↑  Winchester 2004, p. 224.
24. ↑  Palmer, Scott W. "The Russian Origins of Strategic Air Operations." （页面存档备份，存于） Russia's Great War and Revolution: Western Illinois University, 15 February 2011. Retrieved: 25 April 2011.
25. ↑  "Knights of the Air: Sikorsky Superbomber." （页面存档备份，存于） Diesel Punks, 7 October 2010. Retrieved: 25 April 2011.
26. ↑  "Early Soviet Civil Aviation." （页面存档备份，存于） Airlines and Airliners. Retrieved: 25 April 2011.
27. ↑  . Monino.   [2014-10-28]. （原始内容存档于2014-10-07）.

## 外部連結
- 第一次世界大战的俄罗斯轰炸机
- 伊利亚-穆的部分數據（页面存档备份，存于）
- 重建伊利亚-穆羅梅茨
- 比例模型圖
- 西科斯基-穆伊利亚（系列）轰炸机/侦察飞机（页面存档备份，存于）